# Contea di Canadian
La contea di Canadian (in inglese Canadian County) è una contea dello Stato dell'Oklahoma, negli Stati Uniti. La popolazione al censimento del 2000 era di 87 697 abitanti. Il capoluogo di contea è El Reno.